# Các hệ phái karate
Bảng biểu dưới đây so sánh tương quan giữa các hệ phái chính của môn võ Karate. Một số khác biệt được liệt kê, chẳng hạn như tính kế thừa, đặc tính chung và số lượng kata.
Bốn hệ phái karate sớm nhất được phát triển ở Nhật Bản là Shotokan, Wado-ryu, Shito-ryu và Goju-ryu. Ba hệ phái đầu được xem là có nguồn gốc từ hệ phái Shorin-Ryu ở Shuri (Okinawa), trong khi Goju-ryu lại được cho là có nguồn gốc ở Naha.
Shuri karate khá khác biệt so với Naha karate, dựa trên những ảnh hưởng của các tiền bối khác nhau. Shito-ryu có thể được coi là sự pha trộn của truyền thống Shuri và Naha vì kata của nó kết hợp cả Shuri và Naha kata.
Khi nói đến đặc tính; Shotokan chú trọng tư thế tấn dài, chắc và kỹ thuật tầm xa mạnh mẽ. Shito-ryu, mặt khác, sử dụng tư thế tấn cao hơn và nhấn mạnh tốc độ hơn là sức mạnh trong các kỹ thuật tầm trung và dài. Wado-ryu cũng sử dụng các tư thế tấn ngắn hơn, tự nhiên hơn và hệ phái đặc trưng bởi sự nhấn mạnh vào sự thay đổi cơ thể để tránh các đòn tấn công. Kyokushin, một hệ phái karate cương mãnh, chú trọng đến công phá hơn các hệ phái khác, cũng như chương trình giao đấu thực chiến như là một phần chính của rèn luyện. Goju-ryu nhấn mạnh vào Sanchin kata và các bộ pháp bắt nguồn từ Sanchin, và có nhiều các kỹ thuật quăng quật cũng như cận chiến.

## So sánh
| Hệ phái          | Nguồn gốc           | Kế thừa từ                                                                 | Tính cương nhu                     | Bộ pháp                              | Các kata tiêu biểu | Số lượng kata                           |
| ---------------- | ------------------- | -------------------------------------------------------------------------- | ---------------------------------- | ------------------------------------ | --- | --------------------------------------- |
| Chitō-ryū        | Okinawa             | Shōrei-ryū hoặc Naha-te, Shōrin-ryū                                        | Cả hai, hơi thiên về nhu hơn cương | Sải chân tự nhiên (Seisan dachi)     | Shi Ho Hai, Seisan, Ro Hai Sho, Niseishi, Bassai, Chinto, Sochin, Tenshin, Ro Hai Dai, Sanshiryu, Ryushan, Kusanku, Sanchin | 15, chưa bao gồm kihon và Bo kihon/kata |
| Gōjū-ryū         | Okinawa             | Bạch Hạc quyền và Naha-te.                                                 | Cả hai                             | thấp/tự nhiên                        | Sanchin, Tensho, Gekisai Dai/Sho, Seipai, Saifa, Suparinpei                                                                 | 12                                      |
| Gosoku-ryū       | Nhật Bản            | Gōjū-ryū, Shotokan                                                         | Nửa nhu, nửa cương                 | Thấp (nhập môn), tự nhiên (nâng cao) | Gosoku, Rikyu, Denko Getsu, Tamashi                                                                                         | 46, gồm cả kata binh khí                |
| Isshin-ryū       | Okinawa             | Gōjū-ryū, Shōrin-ryū, Kobudō                                               | Cả hai, chú trọng cương            | Tự nhiên                             | Seisan, Naihanchi, Wansu, Passai, Chinto, Kusanku, Seiunchin, Sanchin, Sunsu                                                | 15, gồm cả kata binh khí                |
| Kyokushin        | Nhật Bản            | Shotokan, Gōjū-ryū                                                         | Cực kỳ cương mãnh                  | Tự nhiên                             | Taikyoku, Pinan, Kanku, Sanchin, Tensho, Garyu                                                                              | 23 (+ ura)                              |
| Shūkōkai         | Nhật Bản            | Gōjū-ryū & Shitō-ryū                                                       | 60% cương và 40% nhu               | Tự nhiên                             | Pinan, Bassai Dai, Seienchin, Saifa, Rōhai                                                                                  | 44 +                                    |
| Shindō jinen-ryū | Nhật Bản và Okinawa | Chủ yếu là Shuri-te giống Shitō-ryū, nhưng cũng có cả Naha-te và Tomari-te | Cả hai                             | Thấp/tự nhiên                        | Shimpa, Taisabaki 1-3, Sunakake no Kon                                                                                      | Hơn 60 trong cả kobudo kata             |
| Shitō-ryū        | Nhật Bản và Okinawa | Shuri-te và Naha-te                                                        | Cả hai                             | Thấp/tự nhiên                        | Pinan, Bassai Dai, Seienchin, Saifa, Rōhai, Nipaipo                                                                         | 94                                      |
| Shōrin-ryū       | Okinawa             | Shuri-te, Tomari-te, Võ thuật Trung Quốc                                   | Cả hai, chú trọng nhanh và mạnh    | Tự nhiên                             | Fukyu, Pinan, Naihanchi, passai, kanku, seisan                                                                              | 21                                      |
| Shotokan         | Nhật Bản            | Shōrin-ryū và Shōrei-ryū                                                   | 70% cương và 30% nhu / nhanh       | Thấp (nhập môn), dài (nâng cao)      | 3 Taikyoku, 5 Heian, 3 Tekki, Jion, Kanku Dai, Bassai Dai, Empi, Sochin,...                                                 | 26 + bổ sung                            |
| Shuri-ryū        | Okinawa             | Shuri-te, Hình Ý quyền                                                     | Cả hai                             | Thấp/tự nhiên                        | Wunsu, O-Naihanchi, Sanchin                                                                                                 | 15                                      |
| Uechi-ryū        | Okinawa             | Pangai-noon Kung Fu, Naha-te                                               | Nửa cương, nửa nhu                 | Chủ yếu là tự nhiên                  | Sanchin, Seisan, Sanseirui                                                                                                  | 8                                       |
| Wadō-ryū         | Nhật Bản và Okinawa | Shindō Yōshin-ryū Jujutsu, Tomari-te và Shotokan                           | Cả hai, chủ yếu nhu                | Chủ yếu là tự nhiên                  | Pinan, Kushanku, Seishan, Chintō, Naihanchi, Jion, Wanshu, Jitte và Niseishi                                                | 15                                      |
| Yōshūkai         | Nhật Bản và Okinawa | Chitō-ryū                                                                  | 60% cương, 40% nhu                 | Thấp (nhập môn), tự nhiên (nâng cao) | Seisan, Sochin, Tenshin, Bassai                                                                                             | 18                                      |